# Norra Fräkentjärnen, Västmanland
Norra Fräkentjärnen är en sjö i Skinnskattebergs kommun i Västmanland och ingår i Norrströms huvudavrinningsområde. Sjön är 6,2 meter djup, har en yta på 0,03 kvadratkilometer och befinner sig 108 meter över havet.